# Eurytoma natalensis
Eurytoma natalensis är en stekelart som beskrevs av Cameron 1907. Eurytoma natalensis ingår i släktet Eurytoma och familjen kragglanssteklar. Inga underarter finns listade i Catalogue of Life.